# Charlie Nicholas
Pour les articles homonymes, voir Nicholas.
Charlie Nicholas, né le 30 décembre 1961 à Glasgow, est un footballeur écossais. Il évolue au poste d'attaquant du début des années 1980 au milieu des années 1990.
Formé au Celtic FC avec qui il remporte le  championnat d'Écosse en 1981 et 1982, il joue ensuite au  Arsenal FC, au Aberdeen FC, puis après un retour avec le Celtic, il termine sa carrière au Clyde FC. 
Nicholas inscrit cinq buts lors de ses vingt sélections avec l'équipe d'Écosse entre 1983 et 1989.

## Biographie
Charlie Nicholas commence sa carrière au Celtic Football Club à l'âge de 19 ans. Lors de la saison 1982-83, il ne marque par moins de cinquante buts et est élu Joueur écossais de l'année et Meilleur jeune joueur écossais de l'année. 
En juin 1983, il est transféré à Arsenal pour 800 000 Livres sterling. Cependant Nicholas déçoit et au lieu de faire parler de lui sur les terrains, on le voit plus souvent dans les unes des tabloïds britanniques ce qui lui vaut le surnom de Champagne Charlie. Lors de sa première saison à Highbury il ne marque que 11 buts et s'éteint de saison en saison. L'arrivée de George Graham à la tête de l'équipe en 1986 n'arrange pas le sort de l'Écossais. Malgré son doublé lors de la victoire 2-1 d'Arsenal en finale de la League Cup 1987 contre Liverpool FC, Nicholas rejoint le banc des remplaçants au début de la saison 1987-88. Finalement il aura marqué 54 buts en 184 matchs sous le maillot des Gunners d'Arsenal.
C'est en janvier 1988, quand il est vendu au club écossais d'Aberdeen Football Club, que Charlie Nicholas retrouve la forme. En 1990, il retourne au Celtic, le club de ses débuts, avant de prendre sa retraite sportive en 1996.
Il a aussi joué 20 matchs avec l'équipe d'Écosse, marqué 5 buts et en 1986, a participé à la Coupe du monde où l'Écosse n'a pas passé le premier tour.
Il travaille aujourd'hui pour Sky Sports et écrit quelques papiers dans la presse sportive.

## Palmarès

### En équipe nationale
- 20 sélections et 5 buts avec l'équipe d'Écosse entre 1983 et 1989.
- Participation à la coupe du monde 1982.

### Avec le Celtic de Glasgow
- Vainqueur du Championnat d'Écosse en 1981 et 1982.
- Vainqueur de la Coupe de la Ligue écossaise en 1983.
- Vainqueur de la Coupe d'Écosse de football en 1995.

### Avec Arsenal
- Vainqueur de la Coupe de la Ligue anglaise de football en 1987.

### Avec Aberdeen
- Vainqueur de la Coupe d'Écosse de football en 1990.
- Vainqueur de la Coupe de la Ligue écossaise de football en 1990.